# Manning Rangers Football Club
Il Manning Rangers Football Club, meglio noto come Manning Rangers, è una società calcistica sudafricana con sede nella città di Durban.
Fondata nel 1928, è nota per essere la squadra vincitrice della stagione inaugurale della Premier Division, la massima serie del campionato sudafricano. Dopo lo scioglimento nel 2006, è stata rifondata nel 2021 e milita nei dilettanti.

## Storia
Fondato nel 1928 da GR Naidoo che, oltre ad amministrare il club, giocò come portiere e in seguito come arbitro,  a metà degli anni '60, il club entrò nei ranghi professionistici sotto gli auspici della South African Soccer League. Nel 1985, il club spostò la sua sede da Curries Fountain a Chatsworth. Il club entrò nella National Soccer League (NSL) nel 1991.
Nella stagione inaugurale 1996-1997 della Premier Division, gli sfavoriti Maulers, allora sotto la guida del presidente Kaycee Reddy, riuscirono a vincere il campionato, terminando al vertice della classifica con 74 punti e divenendo campioni davanti a società come Kaizer Chiefs, M. Sundowns e Orlando Pirates.
Nella stagione 1998-1999 disputò la CAF Champions League, venendo eliminata dai vincitori dell'ASEC Mimosas della Costa d'Avorio.
Nel 2006, il club dichiarò bancarotta. Il Fidentia Group acquistò il club nel 2007, rinominandolo Fidentia Rangers prima di spostare il club da Durban a Città del Capo come Ikapa Sporting.
Nel 2021 è stato fondato un nuovo club, che ha acquisito la tradizione sportiva del vecchio Manning Rangers. Dal 2023 gioca nei campionati amatoriali.

## Strutture
Durante la sua storia, ha disputato le proprie gare interne al Chatsworth Stadium di Chatsworth. Hanno anche giocato al Kings Park Stadium di Durban.

## Palmarès
- Premier Division: 1

1996-1997